# Style serbo-byzantin (architecture moderne)
Pour le courant serbo-byzantin das sa globalité voir Architecture serbo-byzantine
Ne doit pas être confondu avec École serbo-byzantine.

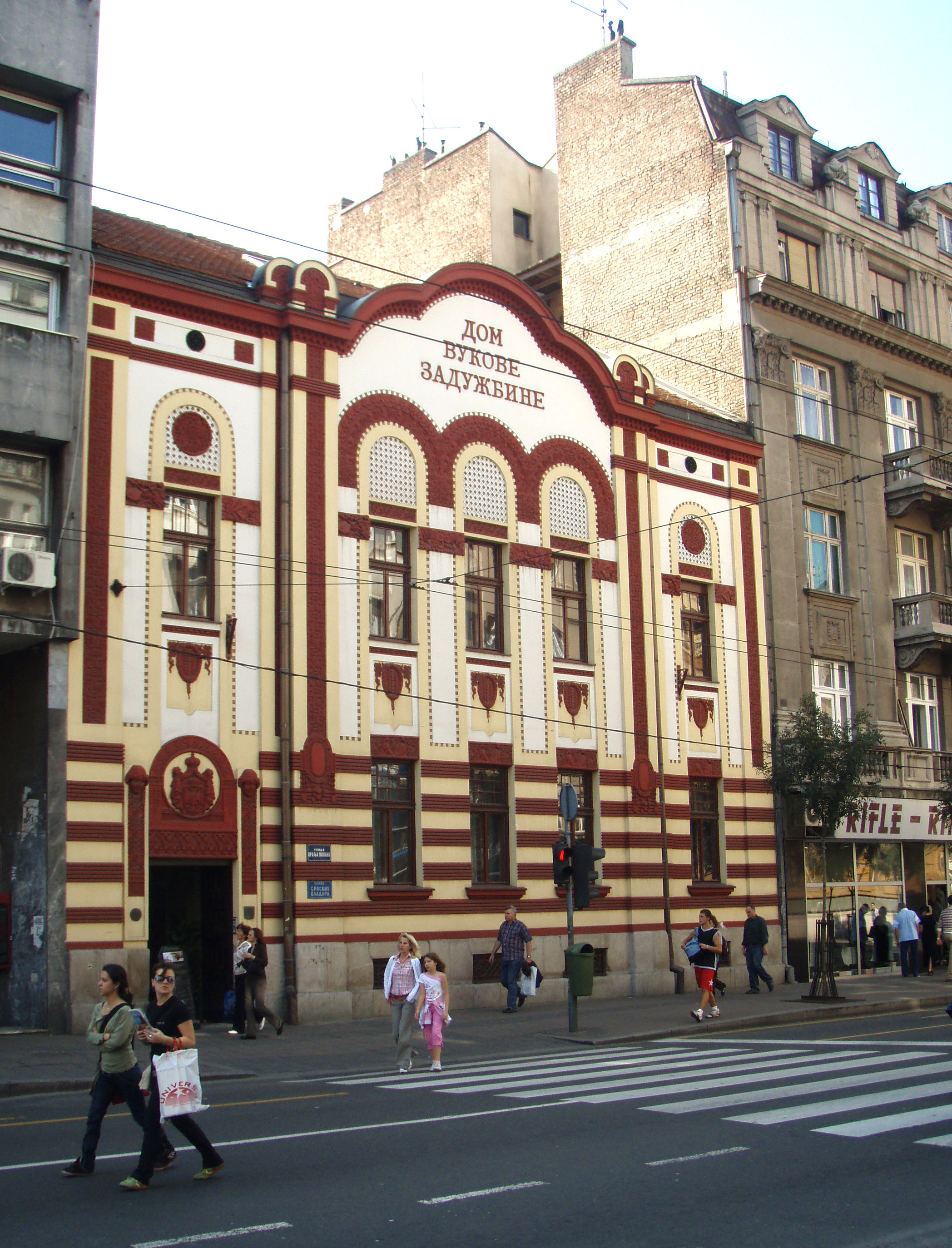
Le bâtiment du ministère de l'Éducation à Belgrade (aujourd'hui Fondation Vuk) ; la façade est de Branko Tanazević (1912).

Le style serbo-byzantin (en serbe cyrillique : Српско-византијски стил ; en serbe latin : Srpsko-vizantijski stil) est un style architectural d'inspiration nationale qui s'est développé en Serbie à la fin du XIXe siècle et dans la première moitié du XXe siècle. Rattaché au mouvement international de l'architecture néo-byzantine, il peut aussi apparaître comme une variante serbe de l'Art nouveau influencée par l'architecture vernaculaire du pays[réf. nécessaire].

## Caractéristiques
Le style serbo-byzantin se caractérise par des formes et des ornements empruntés au patrimoine du serbo-byzantin médiéval. Cette approche n'est pas restreinte aux édifices religieux, elle s'est d'abord et surtout exprimée dans l'architecture civile.

## Architectes
Les principaux représentants de ce style sont, entre autres, les architectes Svetozar Ivačković, Vladimir Nikolić, Jovan Ilkić, Dušan Živanović, Andra Stevanović, Branko Tanazević, Petar Popović, Jovan Novaković, Dragutin Maslać, Dragutin Inkiostri, Vassily Androsov, Aleksandar Deroko, Momir Korunović, Grigorije Samojlov ainsi que Branko et Petar Krstić.

## Réalisations

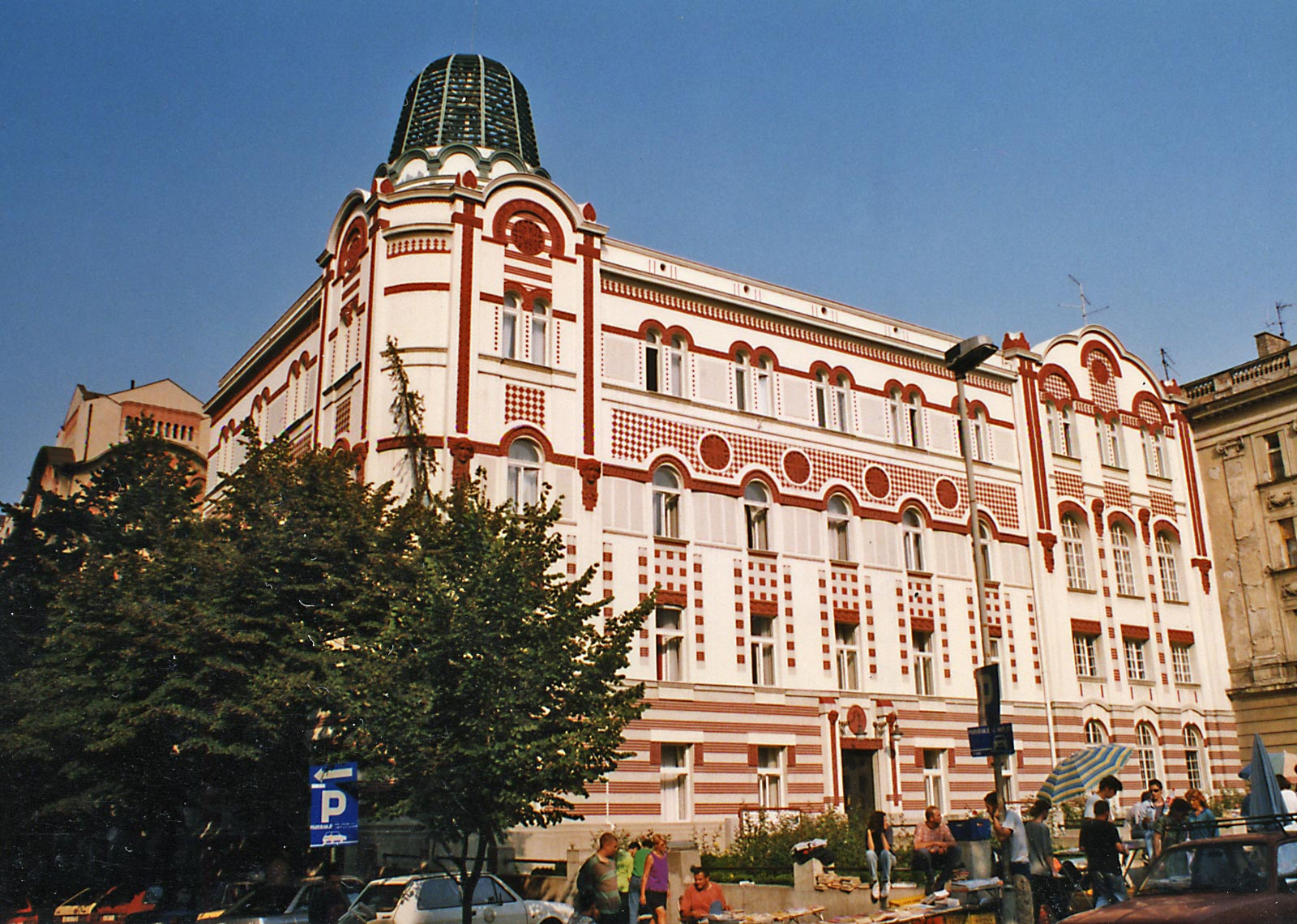
L'ancien central téléphonique de Belgrade, Branko Tanazević, 1908

De nombreux bâtiments appartenant au style serbo-byzantin ont été construits à Belgrade, la capitale de la Serbie.
L'ancien central téléphonique de Belgrade, créé par l'architecte Branko Tanazević, a été construit en 1908 ; en raison de sa valeur architecturale, il figure sur la liste des monuments culturels de grande importance de la république de Serbie et sur la liste des biens culturels protégés de la ville de Belgrade. La façade du bâtiment du ministère de l'Éducation à Belgrade (aujourd'hui Fondation Vuk), a été revue dans le style serbo-byzantin par Branko Tanazević en 1912.
Le Kraljevski dvor (le « Palais royal ») a été édifié entre 1924 et 1929 sous la direction de l'architecte serbe Živojin Nikolić, assisté de Nikola Krasnov et Viktor Lukomski.

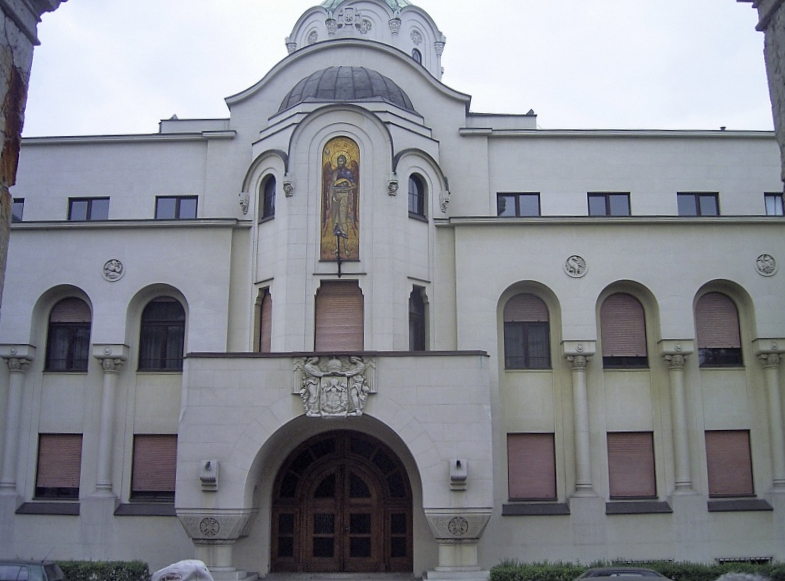
Le bâtiment du Patriarcat de Belgrade, Viktor Lukomski, 1933-1935

L'hôtel Avala, situé près de Belgrade sur le mont Avala, a été conçu par Viktor Lukomski ; l'ensemble est traité dans un style néo-Renaissance avec de nombreux éléments décoratifs rappelant le style serbo-byzantin (corniches, colonnes, chapiteaux, archivoltes etc.) ; des éléments empruntés à l'architecture traditionnelle serbe se retrouvent aussi dans les porches en arcades ; en revanche, le toit plat et les ouvertures rectangulaires sans ornement donnent au bâtiment une allure moderne ; ce mélange entre les architectures modernes et traditionnelles donne à l'hôtel une importante valeur architecturale qui lui vaut d'être classé. Le bâtiment du Patriarcat de Belgrade est également une réalisation de l'architecte Viktor Lukomski ; construit entre 1933 et 1935, il a été, lui aussi, conçu dans un style serbo-byzantin modernisé et est aujourd'hui classé,. L'immeuble Igumanov a été conçu par les frères Krstić et construit en 1938, dans un style serbo-byzantin revu par le modernisme.
Parmi les demeures particulières, on peut citer la maison de Dragomir Arambašić (Branko Tanazević, 1906), la maison de Radisav Jovanović (Tanazević, 1910) ou  la maison des frères Nikolić (Tanazević, 1912-1914). La maison du colonel Elezović a été bâtie en 1927 sur des plans d'Aleksandar Deroko et est influencée par le style serbo-byzantin, notamment au niveau des ouvertures.

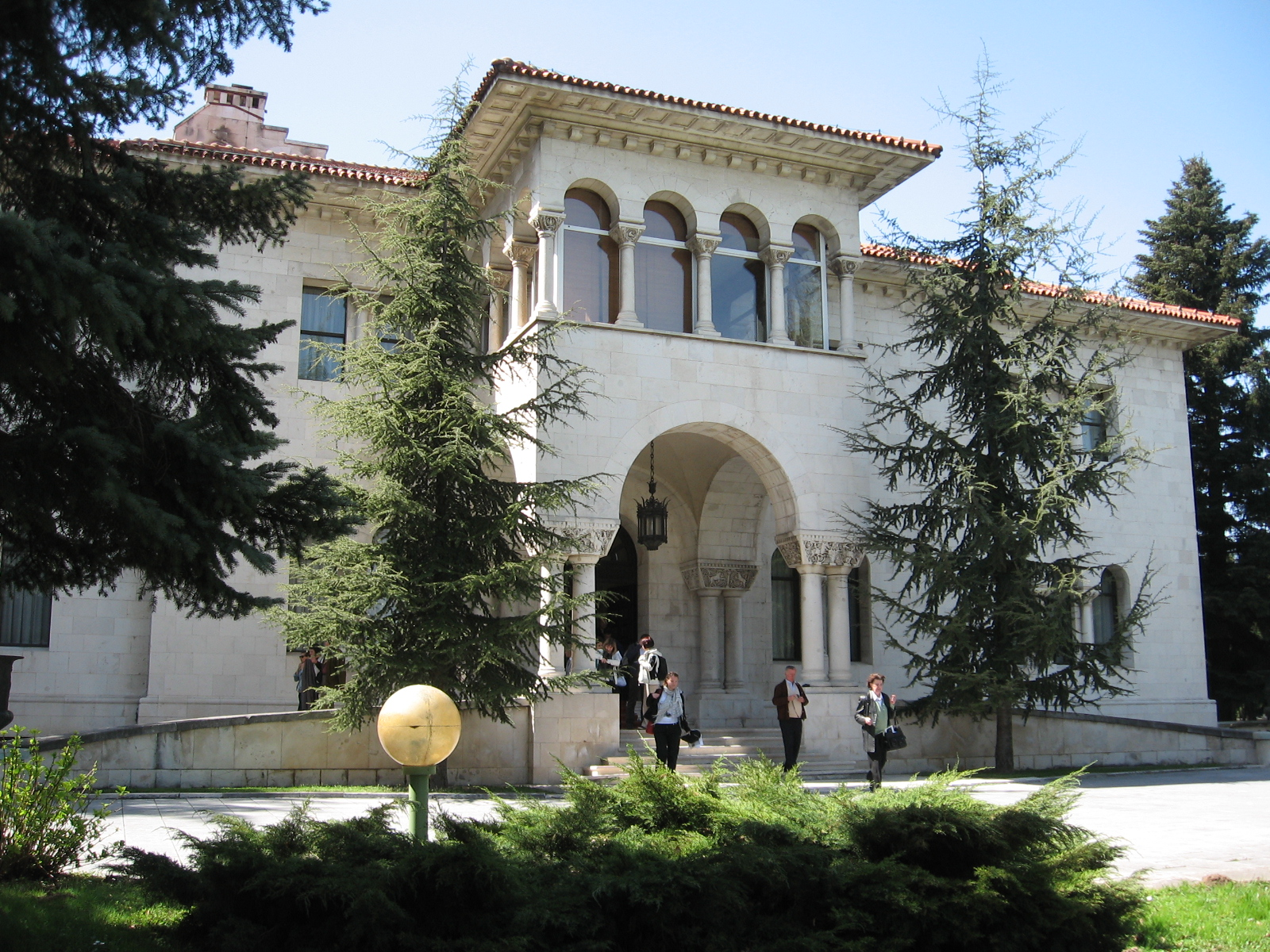
Le Kraljevski dvor, 1924-1929, Živojin Nikolić, Nikola Krasnov et Viktor Lukomski
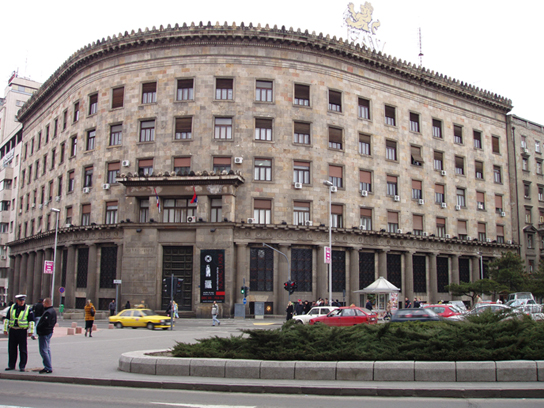
La banque agraire à Belgrade, 1932-1934 Frères Krstić
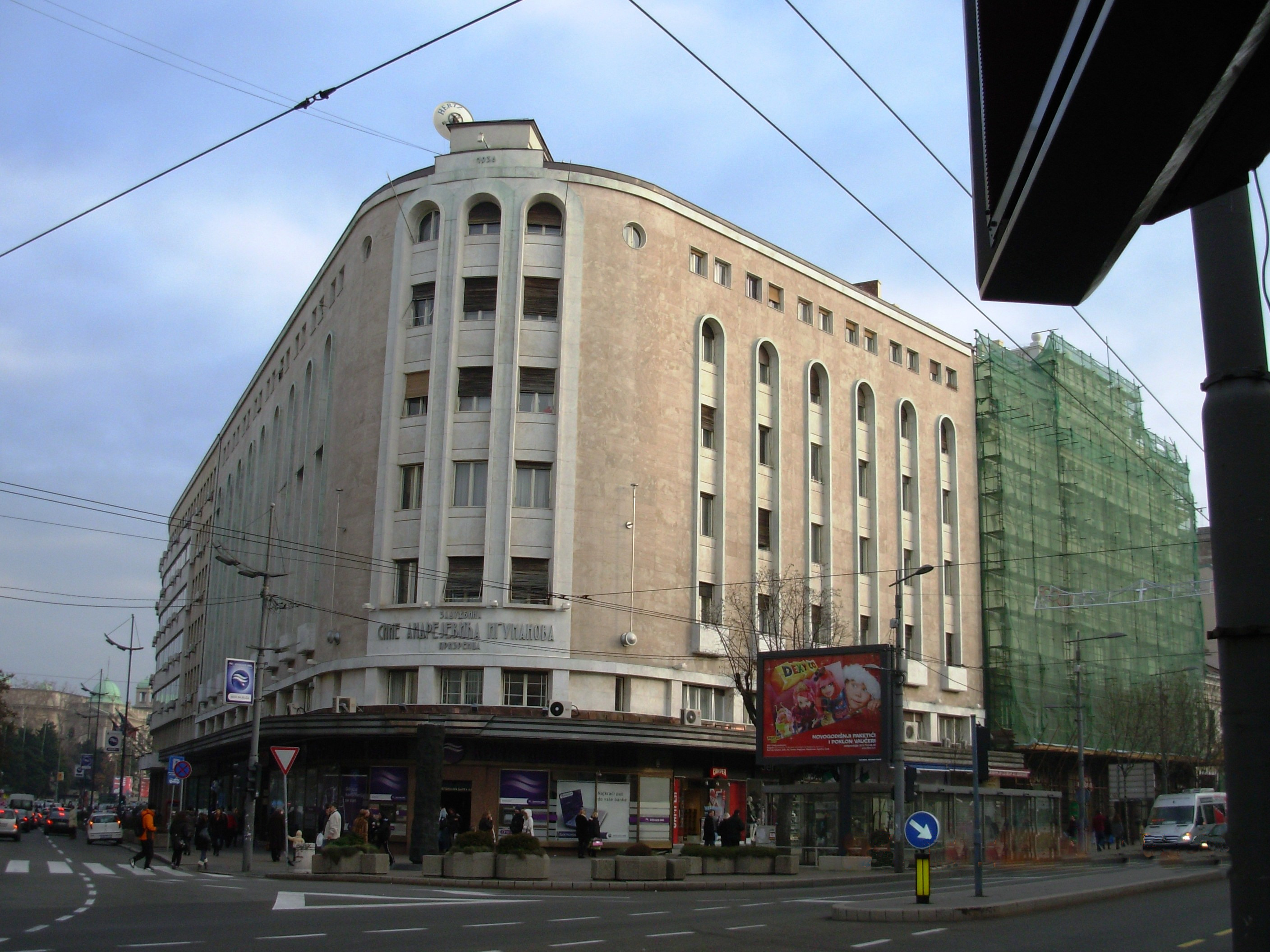
L'immeuble Igumanov, 1938, Frères Krstić

S'agissant des édifices religieux, on évoque plutôt la notion de style néo-byzantin ; en Serbie et, notamment à Belgrade, ce style a été fortement influencé par le style serbo-byzantin médiéval.

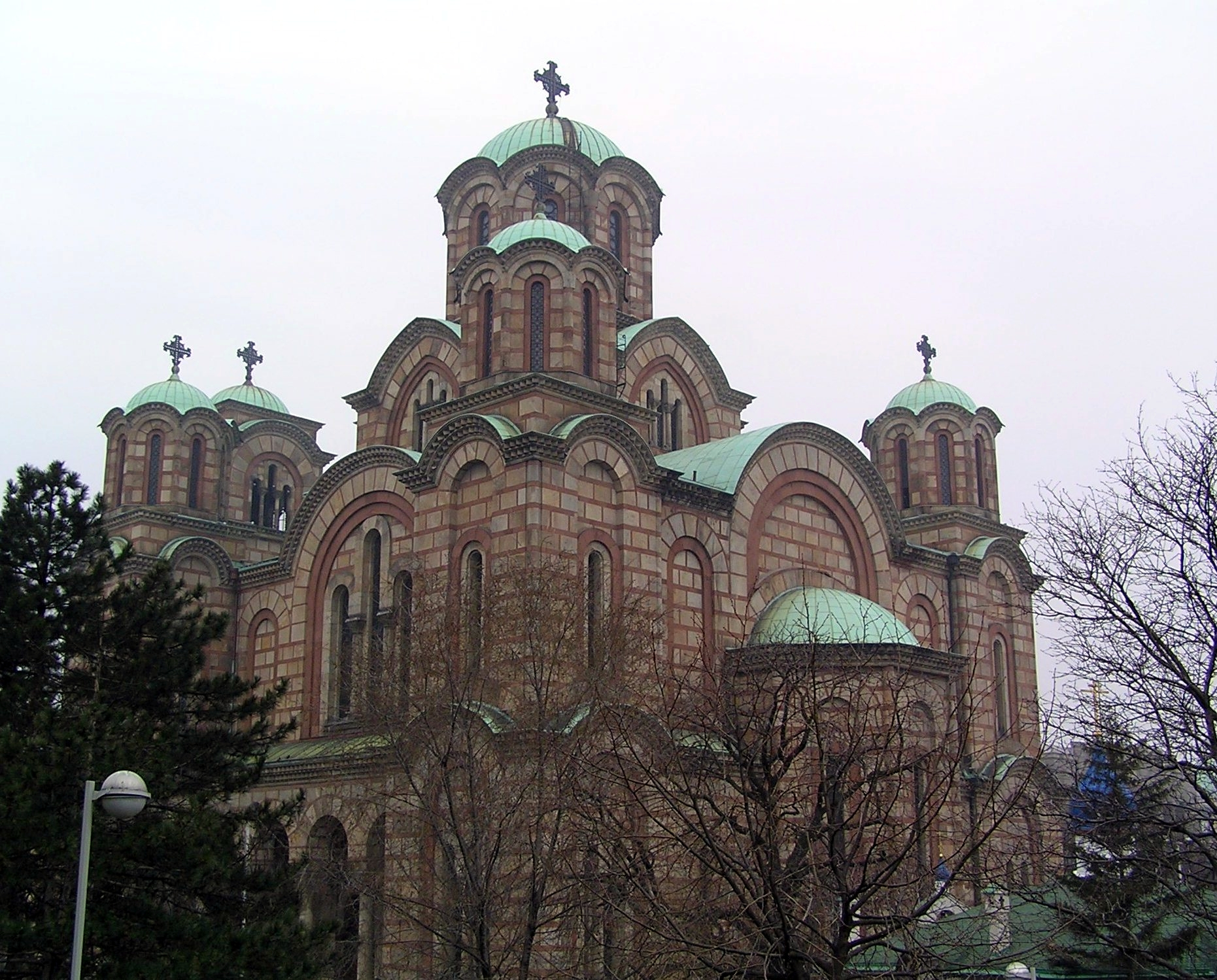
L'église Saint-Marc de Belgrade, 1931-1940, Frères Krstić
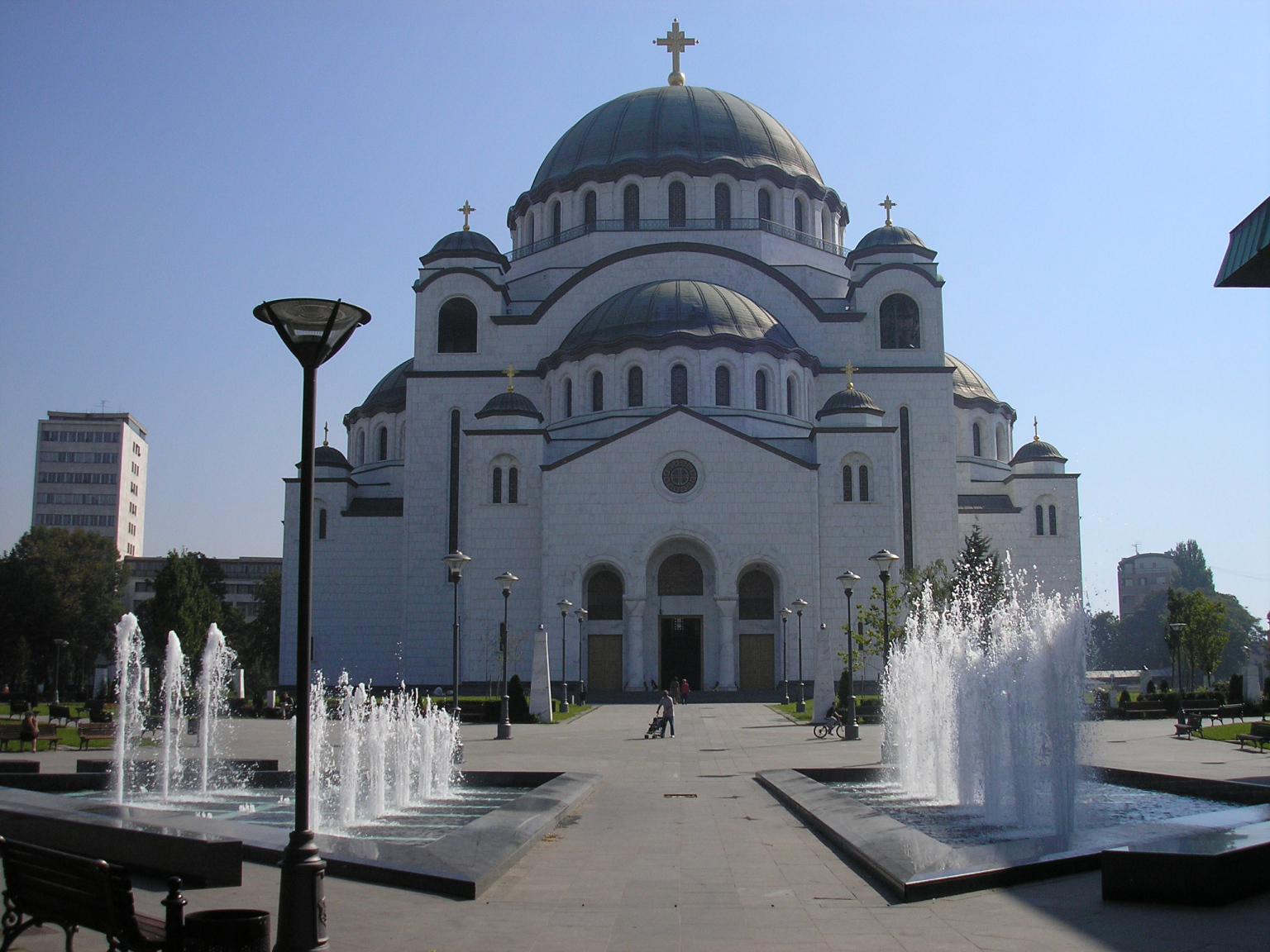
L'église Saint-Sava de Belgrade, début des travaux en 1939, Aleksandar Deroko et Bogdan Nestorović
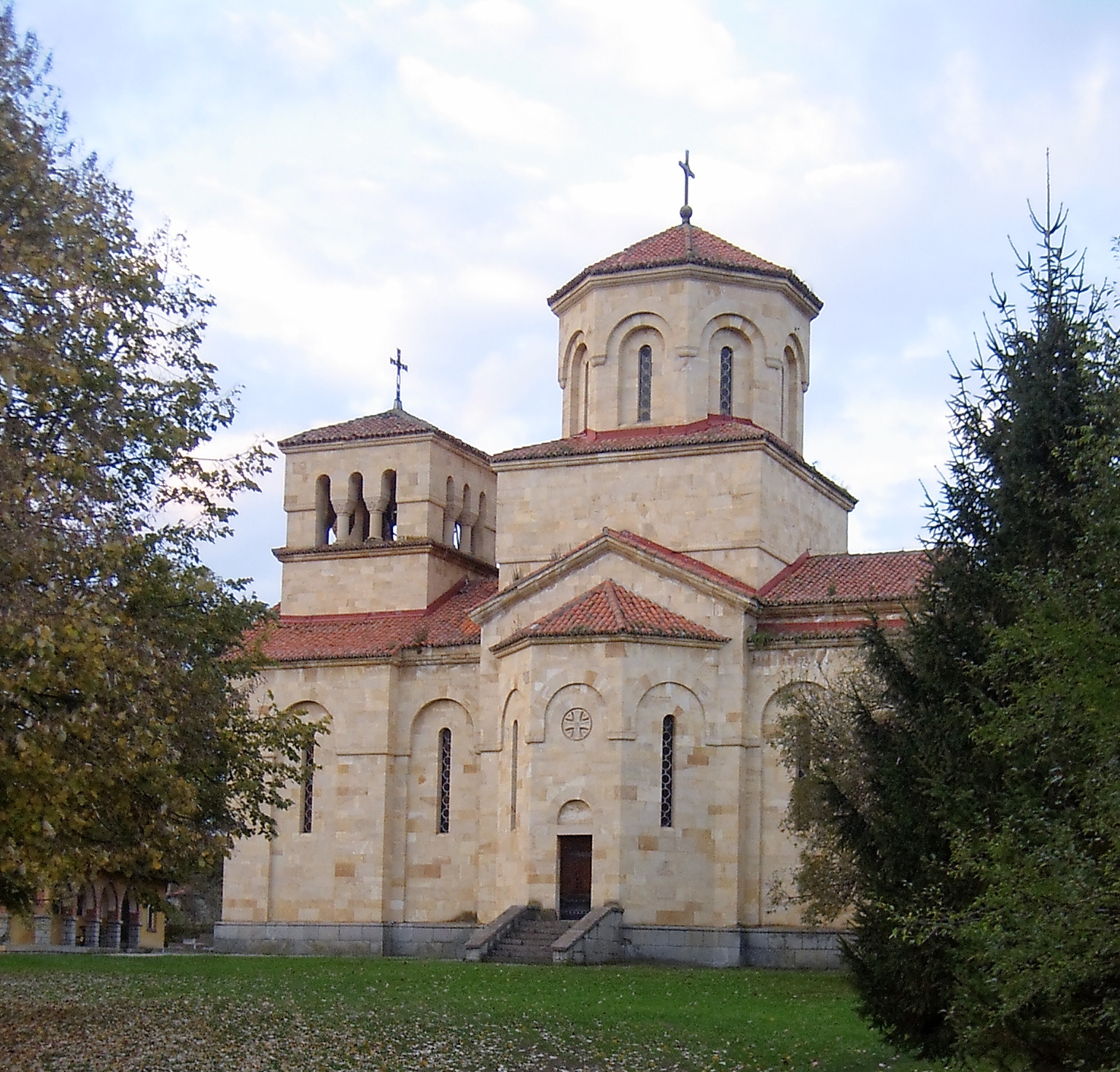
L'église de Šilopaj, 1939